# Bill Sutherland
Bill Sutherland (Missouri, 31 de março de 1942) é um físico estadunidense.
Obteve um PhD em 1968, orientado por Chen Ning Yang na Universidade de Stony Brook.

## Obras selecionadas
- Sutherland, Bill (2004), Beautiful Models, ISBN 978-981-238-859-9, World Scientific Publishing Company[2]